# For 루프

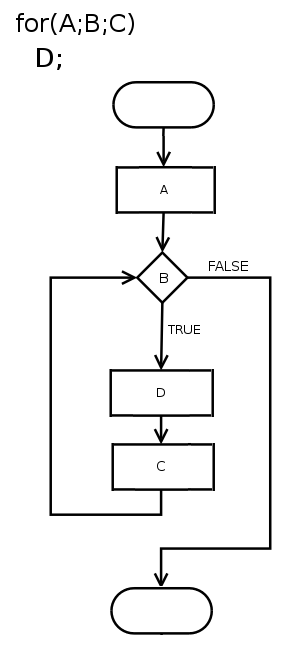
For 루프 플로 다이어그램

컴퓨터 프로그래밍에서 for 루프는 반복문의 일종으로, 특정한 부분의 코드가 반복적으로 수행될 수 있도록 한다. for 루프는 while 루프 반복문과는 달리 일반적으로 해당 루프에 연계된 루프 변수가 존재하며, 그 변수의 비교 및 증감을 위해서 별도의 문법을 할애한다.
for 루프의 이름은 영어 표현 “For …, do …”(…동안 …를 하라)에서 유래하였다. 포트란과 같은 언어에서는 for 대신 do 예약어를 사용하며 그 문법의 이름도 do 루프이지만, 이를 제외하고는 for 루프와 큰 차이가 없다.

## 종류
for 루프는 대부분의 명령형 프로그래밍 언어에서 기본적으로 지원된다. 그러나 각 언어 별로 지원하는 for 문의 종류는 반복문인 것을 제외하고는 다음의 여러 가지로 나뉜다.

### 숫자 범위
이 종류의 for 루프는 특정한 루프 변수에 주어진 숫자 범위, 좀 더 정확하게는 등차수열 안의 숫자들을 대입하여 안쪽 코드를 실행하는 형식으로 이루어져 있다. 숫자 범위는 시작점과 끝점으로 대표되며, 보통은 시작점부터 1씩 커져 끝점보다 작지 않을 때까지 루프가 수행되지만 1 대신 증감될 값을 직접 선택해서 루프를 반대로 수행하거나 하는 것이 가능한 경우도 있다.
많은 베이직 계열 언어들과 포트란 등이 이 형태의 for 문을 지원한다. 예를 들어 다음 베이직 코드는 1부터 시작해서 10으로 끝나고, 3씩 차이 나는 숫자들(즉 1, 4, 7, 10)을 출력한다.
```
FOR
 
I
 = 1 
TO
 10 
STEP
 3
    
PRINT
 
I

NEXT
 
I
```

### 임의의 집합
이 종류의 for 루프는 흔히 foreach 루프라고 불리며, 숫자 범위 뿐만 아니라 특정한 집합 또는 목록 안에 있는 원소들을 순서대로 루프 변수에 대입하여 안쪽 코드를 실행하는 형식으로 이루어져 있다.
파이썬은 이 형태의 for 루프 이외에 다른 형태의 문법을 가지고 있지 않은 것으로 잘 알려져 있다. 파이썬에서 숫자 범위를 사용해서 for 루프를 흉내내려면 배열을 반환하는 range 함수(또는 반복자만을 구현하는 xrange 자료형)를 사용하여 다음과 같이 쓸 수 있다.
```
for
 
i
 
in
 
range
(
1
,
 
11
,
 
3
):

    
print
 
i

```

반면 많은 다른 언어들은 숫자 범위를 사용하는 형태와 집합을 사용하는 형태 두 가지 모두 지원하며, 전자를 for, 후자를 foreach라는 예약어로 구분하곤 한다. PHP나 C#가 대표적이다.

### 조건절의 추가
일부 언어들은 보통의 for 루프에 while 루프와 같은 조건절을 추가하기도 한다. 이런 형태의 문법은 ALGOL 68에서 처음 소개되고 PL/I에서도 사용되었다. 다음의 ALGOL 68 코드는 1부터 42까지 3씩 증가하며 반복하되, i가 10보다 크면 반복을 중단한다. (따라서 앞의 코드들과 같이 1, 4, 7, 10만을 출력한다.)
```
for i from 1 by 3 to 42 while i≤10
do
  print((i,newline));
od
```

### 초기화-조건식-증감문 형식

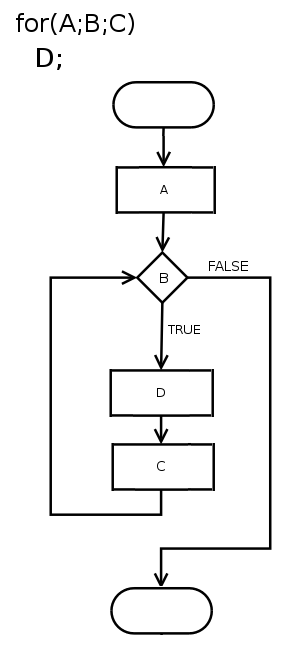
초기화-조건식-증감문으로 이루어진 for 루프의 동작

이 종류의 for 루프는 C로부터 유래한 문법을 사용하는 대부분의 언어들이 지원하며, 세 개의 식 내지는 문장으로 루프를 정의한다.
- 초기화: 루프 안에서 사용할 변수를 초기화한다. C++의 경우 int i = 0과 같이 지역 변수를 선언하면서 초기화하는 것도 가능하다.
- 조건식: 루프 안쪽 코드가 실행되기 전에 참인지의 여부가 검사되며, 참이 아니면 루프를 종료한다. 이 식은 초기화 직후에도 평가될 수 있다.
- 증감문: 루프 안쪽 코드가 실행된 후에 실행되는 문장이다. 보통 루프 변수를 증감시키는 용도로 쓰인다.

다음의 C++ 코드는 초기화, 조건식, 증감문을 모두 사용하는 예제이다.
```
for
 
(
int
 
i
 
=
 
1
;
 
i
 
<=
 
10
;
 
i
 
+=
 
3
)

    
printf
(
"%d
\n
"
,
 
i
);

/* C의 경우 다음 코드가 필요하다. */

int
 
i
;

for
 
(
i
 
=
 
1
;
 
i
 
<=
 
10
;
 
i
 
+=
 
3
)

    
printf
(
"%d
\n
"
,
 
i
);

```

각 식은 아무것도 없이 세미콜론 구분자만을 둬서 생략할 수 있다. 만약 조건식이 생략되면, 조건식은 항상 참으로 평가되며 이는 무한 루프를 구현하는 데 사용된다. 다음은 세 식을 모두 생략하여 같은 의미를 구현한 것이다.
```
int
 
i
 
=
 
1
;

for
 
(;;)
 
{

    
printf
(
"%d
\n
"
,
 
i
);

    
i
 
+=
 
3
;

    
if
 
(
i
 
>
 
10
)
 
break
;

}

```

## 문법과 의미론
for 루프는 루프 변수의 초기화나 증감 과정을 안쪽 코드에 명시적으로 집어 넣고 조건문만을 남겨서 while 루프로 변환할 수 있다. 다만 일부 경우, 변수를 접근할 수 있는 코드 영역이 변환 도중 바뀔 수 있기 때문에 주의를 요한다.
C 계열의 언어들이 제공하는 break 문이나 continue 문과 같이, 일부 언어는 루프를 도중에 중단하거나 뒤에 실행될 코드를 뛰어 넘고 증감문 또는 조건 검사로 바로 넘어 가는 명령을 지원하기도 한다.
파이썬과 같은 언어는 for 루프가 break 문과 같은 다른 명령에 의하여 갑작스럽게 종료되지 않고, 조건문이 실패하여 ‘평범하게’ 종료되는 경우에 한해 실행되는 코드를 지정해 줄 수 있다.

## 예제

### C 언어
```
#include
 
<stdio.h>

int
 
main
(
void
){

    
int
 
i
 
=
 
5
;
                
//i는 5이다.

    
int
 
n
 
=
 
5
;
                
//n는 5이다.

    
for
(
i
=
1
;
 
i
 
<=
 
n
;
 
i
++
)
 
{
   
// i는 1부터 시작해서 n까지 1씩 증가한다.

        
printf
(
"Hello!
\n
"
);
   
// hello를 출력한다

    
}
                         
// 이 for문이 끝나면 콘솔 창에는 hello 가 5번 출력된다.

    
return
 
0
;

}

```

#### 응용
```
#include
 
<stdio.h>

int
 
main
(
void
){

    
int
 
i
 
=
 
5
;

    
int
 
n
 
=
 
5
;

    
for
(;
n
;){
 
// n이 0 이외의 경우 계속 돌아감. 0이 입력될 때까지 프로그램은 종료되지 않음

        
printf
(
"아무 수나 입력하세요 : "
);

        
scanf
(
"%d"
,
 
&
n
);

    
}

    
return
 
0
;

}

```

### 비주얼 베이직
```
Sub
 
Main
()

    
Dim
 
I
,
N
 
As
 
Integer

    
N
 
=
 
5
 
'N을 5로 바꿈

    
For
 
I
 
=
 
1
 
To
 
N
 
Step
 
1
 
'I는 1부터 시작해서 N까지 1씩 증가한다.

        
Debug
.
Print
(
"hello"
)

    
Next
 
I

End
 
Sub

```

## 같이 보기
- while 루프
- do-while 루프
- foreach 루프